# 杰迈玛·汗
珍美瑪·馬賽拉·汗（英語：Jemima Marcelle Khan，原名：珍美瑪·馬賽拉·高史密斯（Jemima Marcelle Goldsmith），1974年1月30日—）是英國社交名媛、記者及運動家。她為英國New Statesman及名利场擔任編輯。她的弟弟是英國保守黨政治家撒迦利亞·歌斯密。

## 生平
珍美瑪生於倫敦切爾西和威斯敏斯特醫院，她是詹姆絲爵士和第三任妻子的長女，她有兩位弟弟。
1995年5月16日，珍美瑪和巴基斯坦板球明星及政治家伊姆蘭·汗在巴黎舉行了伊斯蘭教的婚禮並在同年6月21日在英國舉行民事婚禮。結婚幾個月後，她跟隨夫姓改信伊斯蘭教。定居在拉合爾後，珍美瑪開始學習烏爾都語。兩人育有兩名分別在1996年及1999年出生的兒子：Sulaiman及Kasim。夫婦在2004年6月21日宣布結束9年的婚姻，原因是珍美瑪始終難以適應在巴基斯坦的生活。
珍美瑪和前夫伊姆蘭均是英國已故戴安娜王妃的朋友，他們也曾在巴基斯坦招待到訪的王妃。珍美瑪在離婚後先後和英國男星休·格兰特和羅素·布蘭德交往。